# Yên Hoàn hầu
Yên Hoàn hầu (chữ Hán: 燕桓侯; trị vì: 697 TCN-691 TCN), là vị vua thứ 17 của nước Yên - chư hầu nhà Chu trong lịch sử Trung Quốc.
Ông là con của Yên Tuyên hầu- vị vua thứ 16 nước Yên, không rõ tên thật của ông là gì. Năm 698 TCN, Yên Tuyên hầu mất, Yên Hoàn hầu lên nối ngôi.
Do sợ quân Sơn Nhung xâm lấn, Yên Hoàn hầu đã thiên đô từ Kế Thành đến Lâm Dịch (nay thuộc huyện Hùng, tỉnh Hà Bắc), thế nước ngày một suy yếu.
Năm 691 TCN, Yên Hoàn hầu qua đời. Ông làm vua được 7 năm. Con ông là Yên Trang công lên nối ngôi.